# Трёхостровское сельское поселение
Трёхостровское сельское поселение - сельское поселение в Иловлинском районе Волгоградской области.
Административный центр - станица Трёхостровская.

## Население
| 2010  | 2012  | 2013  | 2014  | 2015  | 2016  | 2017  |
| ----- | ----- | ----- | ----- | ----- | ----- | ----- |
| 1052  | ↘1045 | ↘1042 | ↘1029 | ↗1031 | ↘1025 | →1025 |
| 2018  | 2019  | 2020  | 2021  |       |       |       |
| ↗1031 | ↘997  | ↘981  | ↘937  |       |       |       |

## Состав сельского поселения
| № | Населённый пункт   | Тип населённого пункта          | Население |
| - | ------------------ | ------------------------------- | --------- |
| 1 | Зимовейский        | хутор                           | 136       |
| 2 | Нижнегерасимовский | хутор                           | 52        |
| 3 | Трёхостровская     | станица, административный центр | 864       |

## Местное самоуправление
Глава поселения
- Иванов Сергей Васильевич